# North Dansville
North Dansville es un pueblo ubicado en el condado de Livingston en el estado estadounidense de Nueva York. En el año 2000 tenía una población de 5,738 habitantes y una densidad poblacional de 222 personas por km².

## Geografía
North Dansville se encuentra ubicado en las coordenadas 42°33′36″N 77°41′44″O / 42.56000, -77.69556.

## Demografía
Según la Oficina del Censo en 2000 los ingresos medios por hogar en la localidad eran de $ 32,519 y los ingresos medios por familia eran $41,519. Los hombres tenían unos ingresos medios de $31,503 frente a los $25,500 para las mujeres. La renta per cápita para la localidad era de $16,540. Alrededor del 15.4% de la población estaban por debajo del umbral de pobreza.